# Honeycreeper
『honeycreeper』（ハニークリーパー）は、2007年9月26日に発売されたPUFFYの9枚目のアルバム。

## 収録曲
1. オリエンタル・ダイヤモンド [4:04]
  - 作詞：井上陽水　作曲・編曲：奥田民生
2. Ain't Gonna Cut It [2:53]
  - 作詞・作曲：Butch Walker, Robert Schwartzman
3. 君とオートバイ [4:17]
  - 作詞・作曲：チバユウスケ
4. くちびるモーション [4:04]
  - 作詞・作曲・編曲：吉井和哉
5. はやいクルマ [3:45]
  - 作詞・作曲：真島昌利
6. サヨナラサマー [4:17]
  - 作詞・作曲・編曲：山中さわお
7. boom boom beat [3:22]
  - 作詞：PUFFY　作曲・編曲：Anders Hellgren & David Myhr
8. 妖怪PUFFY [7:07]
  - 作詞：宮藤官九郎　作曲・編曲：富澤タク
9. Closet Full Of Love [3:00]
  - 作詞：PUFFY　作曲：Butch Walker , Kara DioGuardi
10. はさんじゃうぜ [2:49]
  - 作詞・作曲：真島昌利
11. complaint [3:00]
  - 作詞：PUFFY　作曲・編曲：山中さわお
12. お江戸流れ星IV [3:49]
  - 作詞：ピエール瀧　作曲：Anders Hellgren & David Myhr
13. アイランド [4:48]
  - 作詞・作曲：チバユウスケ

## 演奏
オリエンタル・ダイヤモンド |
- PUFFY：ボーカル、銅鑼
- 奥田民生：ギター、ヴォコーダー、コーラス
- 根岸孝旨：ベース、シタール
- 古田たかし：ドラムス
- 斎藤有太：キーボード、グロッケンシュピール

Ain't Gonna Cut It
- PUFFY：ボーカル
- ブッチ・ウォーカー：ベース、ハモンドオルガン、パーカッション、コーラス
- ダレン・ドッド：ドラムス
- テイラー・ロック：ギター、コーラス
- ロバート・カーマイン：ピアノ、コーラス
- ウェスリー・フラワーズ：ウーリッツァー

君とオートバイ
- PUFFY：ボーカル、コーラス
- 中村達也：ドラムス
- 上田ケンジ：ベース
- 西川進、NAOKI (SA)：ギター
- 奥野真哉 (ソウル・フラワー・ユニオン)：オルガン、シンセサイザー

くちびるモーション
- PUFFY：ボーカル
- 吉井和哉：ギター、コーラス
- 松永俊弥：ドラムス
- 根岸孝旨：ベース

はやいクルマ
- PUFFY：ボーカル、コーラス
- 中村達也：ドラムス
- 上田ケンジ：ベース
- 西川進、NAOKI (SA)：ギター

サヨナラサマー
- PUFFY：ボーカル、コーラス
- 山中さわお (the pillows)：ギター、コーラス
- 鈴木淳 (fragments)：ベース、キーボード
- 真鍋吉明 (the pillows)：ギター

boom boom beat
- PUFFY：ボーカル、コーラス
- アンダース・ヘルグレン：ドラムス、タンバリン、オルガン
- デヴィッド・マイアー：ギター、ベース、ピアノ、ウーリッツァー

妖怪PUFFY
- PUFFY：ボーカル、コーラス、コント
- 破壊、暴動、バイト君、石鹸、港カヲル (グループ魂)：コント
- 松下敦 (ZAZEN BOYS)：ドラムス
- Yan-G：ベース
- 富澤タク (グループ魂)：ギター
- クジヒロコ：キーボード

Closet Full Of Love
- PUFFY：ボーカル
- ブッチ・ウォーカー：ギター、ベース、キーボード、パーカッション、プログラミング、コーラス
- ダレン・ドッド：ドラムス

はさんじゃうぜ
- PUFFY：ボーカル
- 古田たかし：ドラムス
- 木下裕晴：ベース、プログラミング
- 中重雄 (THE SURF COASTERS)：ギター
- 伊東ミキオ：キーボード

complaint
- PUFFY：ボーカル、コーラス
- 山中さわお (the pillows)：ギター、コーラス
- 真鍋吉明 (the pillows)：ギター
- 鈴木淳 (fragments)：ベース
- 佐藤シンイチロウ (the pillows)：ドラムス

お江戸流れ星Ⅳ
- PUFFY：ボーカル、コーラス
- デヴィッド・マイアー：アコースティックギター、エレクトリックギター、ピアノ、オルガン、コーラス
- アンダース・ヘルグレン：タイニーピアノ
- ニクラス・テリン：エレクトリックギター
- エミリー・イレワード：アディショナルボーカル、ハンドクラップ
- ローズマリー・ヨハンソン：シンセサイザー、ピアノ、オルガン、ハンドクラップ
- ジョナス・リンドバーグ：ベース、ハンドクラップ
- サイモン・ウィルヘルムソン：ドラムス、タンバリン、ハンドクラップ
- ジョナス・サンドヴィスト：ハンドクラップ

アイランド
- PUFFY：ボーカル、コーラス
- チバユウスケ (The Birthday)：コーラス
- 川西ジェット (ジェット機)：ドラムス
- 上田ケンジ：ベース、プログラミング
- 西川進：エレクトリックギター、バンジョー、アイリッシュブズク、マンドリン
- 奥野真哉 (ソウル・フラワー・ユニオン)：アコーディオン
- 鹿島静 (CHABA)：フィドル